# Harold Himmel Velde
Harold Himmel Velde (ur. 1 kwietnia 1910, zm. 1 września 1985) – amerykański polityk związany z Partią Republikańską.

## Życiorys
W latach 1949–1957 przez cztery dwuletnie kadencje Kongresu Stanów Zjednoczonych był przedstawicielem osiemnastego okręgu wyborczego w stanie Illinois w Izbie Reprezentantów Stanów Zjednoczonych.